# マイケル・ブラズウェル
マイケル・ブラズウェル（Michael Braswell, 2002年8月29日 - ）は、アメリカ合衆国ジョージア州コブ郡メイベルトン出身の野球選手（遊撃手、投手）。右投右打。

## 経歴
2021年7月のMLBドラフトでは指名は無く、予定していたサウスカロライナ大学への進学を決めた。

## プレースタイル
二刀流選手としての資質を秘めていると言われる。走力は平均以下のため、守備での一歩目の踏み出しなどについては指摘があるが、動き自体はスムーズである。打撃では成長過程も、筋力が上がるにつれて向上すると見込まれている。投手としては90mph台前半のフォーシームを投げられる。